# No One Gets Out of Her Alive
No One Gets Out of Her Alive – szósty minialbum formacji PIG, wydany 21 stycznia 1998 roku przez Happy House.

## Lista utworów
1. "No One Gets Out of Her Alive" – 5:53
2. "Jump the Gun" – 5:14
3. "Contempt" – 4:31
4. "Satanic Panic" – 7:04
5. "The Murder Car" – 4:49
6. "No One Gets Out of Her Alive" (KMFDM Remix) – 5:21
7. "Contempt" (Sniper Remix) – 5:33
8. "Find It Fuck It Forget It" (Sump Mix) – 4:43